# عبد الواحد العوضي
عبد الواحد محمود محمد محمود العوضي، من مواليد 1955 ، نائب في مجلس الأمة الكويتي ووزير سابق.

## حياته البرلمانية
شارك في انتخابات مجلس الأمة الكويتي 1992 في الدائرة الرابعة، وحصل على المركز الرابع برصيد 386 صوت وخسر الانتخابات ، وشارك في انتخابات مجلس الأمة الكويتي 1996 في الدائرة الرابعة، وحصل على المركز الثالث برصيد 924 صوت وخسر الانتخابات ، وشارك في انتخابات مجلس الأمة الكويتي 1999 في الدائرة الرابعة، وحصل على المركز الثالث برصيد 783 صوت وخسر الانتخابات ، وشارك في انتخابات مجلس الأمة الكويتي 2003 في الدائرة الرابعة، وحصل على المركز الأول برصيد 1642 صوت وفاز بالانتخابات ، وشارك في انتخابات مجلس الأمة الكويتي 2006 في الدائرة الرابعة، وحصل على المركز الثاني برصيد 2478 صوت وفاز بالانتخابات ، وشارك في انتخابات مجلس الأمة الكويتي 2008 في الدائرة الأولى، وحصل على المركز الثالث برصيد 8464 صوت وفاز بالانتخابات.

## منصبه الوزاري
- في 1 مارس 2007 عين وزير للمواصلات ووزير الدولة لشؤون الإسكان ووزير الدولة لشؤون مجلس الأمة بالوكالة [7]
- في يوم 28 أكتوبر 2007 عين وزير الدولة لشؤون الإسكان ووزير الدولة لشؤون مجلس الأمة.[8]